# Alessandro Oliva
Alessandro Oliva   (Sassoferrato, 1407 - Tívoli, 20 d'agost de 1463) fou un cardenal italià.

## Biografia
Fill d'Alerenzio Oliva i Giovanna, ingressà l'any 1413 a l'orde dels ermitans de Sant Agustí. Va fer els seus estudis a Perusa i després a l'Estudi General de Rímini a partir del 1423. A Perusa va obtenir el títol de lector el 1433, el de baccalaureatus i regentis el 1436 i finalment el de magistralem lauream el 1438.
Durant vint anys va ser professor de filosofia al convent dels agustins de Perusa. L'any 1439 fou elegit provincial de la seva ordre per un mandat de tres anys a la Marca d'Ancona. El papa Eugeni IV el va nomenar fiscal general de l'orde. Finalment va ser elegit general dels agustins el 13 de maig de 1459 en el capítol general celebrat a Tolentino.
El papa Pius II el va nomenar cardenal prevere en el consistori del 5 de març de 1460 i va rebre el títol de cardenal de Santa Susanna el 19 de març següent. Va ser camarlenc del col·legi de cardenals l'any 1461. El 16 de novembre de 1461 va ser nomenat administrador apostòlic de la diòcesi de Camerino, càrrec que va ocupar fins a la seva mort.
Va morir a Tívoli el 20 d'agost de 1463 i va ser enterrat a la basílica de Sant'Agostino in Campo Marzio. El seu funeral va ser celebrat pel mateix Papa Pius II.